# ساموویچه
ساموویچه (به لهستانی:  Samowicze) یک روستا در لهستان است که در گمینا ترسپول واقع شده‌است.